# 청묘법
청묘법(靑苗法) 혹은 상평급렴법(常平給斂法), 상평렴산법(常平斂散法)은 북송(北宋) 왕안석 변법(王安石變法) 중 하나이다.

## 연혁
당 대종(唐代宗) 시기에 이미 '청묘'라는 명칭이 있었다. 이에 의하면 "청묘전을 징세하여 백관에게 봉록을 지급하다(稅靑苗錢以給百官祿俸)"라는 구절이었다. 처음 청묘법은 송 인종(宋仁宗) 시기 섬서전운사(陝西轉運使) 이참(李參)이 섬서(陝西)에서 청묘전을 발행한 경험을 참고, "부에는 수비병이 많지만 먹을 것이 적어 괴로우니, 백성들이 스스로 남는 곡식을 할애하여 먼저 전을 빌려주고, 곡식이 익으면 관에 납부하는 것을 청묘전이라 한다. 수년이 지나자 창고에는 남는 양식이 있었다(部多戌兵, 苦食少, 令民自度麥粟之贏餘, 先貸以錢, 俟麥粟熟輸之官, 號靑苗錢. 經數年, 廩有餘糧.)"고 하였는데, 이를 '청묘전'이라 하였다. 왕안석(王安石) 또한 은현(鄞縣)에서 시험하였고 결과가 좋았다. 양계초(梁啓超)는 청묘법의 창설은 '관판(官辦)의 권업은행(勸業銀行)과 닮은 것이 있다(有類於官辦之勸業銀行)'고 하였다. 송초, 각지에는 상평창(常平倉)과 광혜창(廣惠倉)이 건립되어 백성들이 흉년에 식량이 부족하는 것을 조정하였지만 수효가 크지 않았다. 1068년, 각지 창고에 남은 전곡(錢穀)은 1500여 석관(石貫)이었다. 왕안석 집권 이후, 희녕(熙寧) 2년(1069) 9월, 제치삼사조례사(制置三司條例司)가 청묘법을 반포하였고, 모든 주현(州縣) 각 등급의 민호(民戶)를 규정하여, 매년 여름과 가을 두 차례에 걸쳐 징수하기 전에 관아에 가서 현금 혹은 양곡을 빌려 농사일에 보조하게 하였다. 돈을 빌린 민호의 빈부를 고루 고려하여 10명을 보(保)로 삼고 서로 검사하도록 하였다. 대차 액수는 각 민호 자신에 따라 5등급으로 나뉘었는데, 1등호는 15관(貫, 1관=1,000문), 2등호는 10관, 3등호는 6관, 4등호는 3관, 5등호는 500문(文)의 재산을 넘지 못하였다. 당년 차관 본금은 봄과 가을 두 차례 징세에 따라 귀환되고, 기간마다 이자 2부를 취하였으나 실제로는 4부에 이르는 곳도 있었다. 사마광(司馬光)은 "생각건대 조정이 처음 청묘전을 분배하는 뜻을 따랐던 것은 본래 겸병하는 가문이 돈을 빌려주고 이익을 취하여 영세민들의 재산을 침해하였기에 이러한 법을 만들어 유력가의 강탈을 억제하고 관이 돈을 빌려주어 이자를 가볍게 받으려는 것이었다. 그런데 이제 1두(鬥)의 묵은 쌀을 기근에 시달리는 백성에게 배급하는데, 오히려 보리 1두 8승(升) 7홉(合) 5작(勺)을 거두게 하거나 3두를 거두고 있으니, 취하는 이익만 (원금의) 1배에 가깝다. 이제는 물가까지 오르니 취하는 이자도 덩달아 많아지면서, 겸병의 가문이 이 기근을 틈타  백성들에게 이자를 취한다 하여도 이 정도로 무겁지는 않다(竊惟朝廷從初散靑苗錢之意, 本以兼並之家放債取利, 侵漁細民, 故設此法, 抑其豪奪, 官借貸, 薄收其利. 今以一斗陳米散與饑民, 卻令納小麥一斗八升七合五勺, 或納粟三斗, 所取利約近一倍. 向去物價轉貴, 則取利轉多, 雖兼並之家, 乘此饑饉取民利息, 亦不至如此之重)"고 하였다.
청묘법은 희녕 2년(1069) 하북(河北), 경동(京東), 회남(淮南) 세 로(路)에서 실행되었고, 이후 나머지 로에서도 시행되었지만, 대지주의 고리대금을 억제하고자 하였기에, 조정 내외의 격렬한 반대에 부딪치면서, 한림학사(翰林學士) 범진(范鎭)은 청묘법 실행이 "부자에게 이익을 많이 취하였던 것을 적게 취하게 하고자 하였으나, 적게 취하는 것과 많이 취하는 것은 오십보와 백보와 같다(變富人之多取而少取之, 然少取與多取, 猶五十步與百步)"라고 하였다. 7~8월간 범순인(范純仁)은 상주를 올려 공개적으로 "왕안석은 재화와 이자를 거두었으나 요순이 사람을 등용하여 백성을 편안하게 하려는 도를 버렸다(安石掊克財利, 舍堯舜知人安民之道)"고 비판하였다. 어사중승(御史中丞) 여회(呂誨)는 왕안석을 탄핵하면서, "(왕안석을) 재상에 앉히면 천하가 반드시 그 화를 입을 것이다(置諸宰輔, 天下必受其禍)"라고 하였다. 범중엄(范仲淹)의 사위 동명현령(東明縣令) 가번(賈蕃)은 고의로 청묘법을 파괴하여 농민들로 하여금 신법(新法)에 시달리게 하여 신법의 죄악을 증명하고자 하였다. 한기(韓琦)는 강력하게 청묘법을 비판하면서, 왕안석은 걸핏하면 주례(周禮)를 근거로 이재(理財)가 성현의 법도를 더럽힌다고 하면서 끝내 하북안무사(河北安撫使)를 사직하였고, 사마광도 추밀사(樞密使)를 고사하였다. 『송사(宋史)』 「신종2(神宗二)」에 의하면, "(희녕) 3년 춘정월, … 황제는 조서를 내려 모든 로에 청묘전을 배급하되 강제로 배분하는 것을 금하였다(三年春正月, … 詔諸路散靑苗錢, 禁抑配)"고 하였다. 그러나 희녕 3년(1070) 2월, 소식(蘇軾)은 "이제 청묘는 2부의 이자가 있는 바, 이는 돈을 빌려주어 이자를 취하게 하는 것이 아닌데, 맞는지요? … 이제 천하는 이익을 도모하지만 폐하께서는 의를 도모하십니다. 천하는 탐욕을 추구하지만 폐하께서는 절검을 추구하십니다. 그 혼란스러움을 견디지 못하겠습니다.(今靑苗有二分之息, 而不謂之放債取利, 可乎? … 今天下以爲利, 陛下以爲義. 天下以爲貪, 陛下以爲廉, 不勝其紛壇也.)라고 상주하였다.
원우(元祐) 원년(1079) 2월, 청묘법을 폐지하였다. 3월, 범순인은 나라 살림이 부족하므로 복구할 것을 요청하였고 조정은 이를 수용하였지만, 당시 사마광은 병으로 인하여 이 논의에 참여하지 않았다. 8월, 사마광은 "조사하니 이전 조정에서 처음 청묘전을 배급한 것은 원래 백성들을 이롭게 하고자 하는 것이었기에 당시 지휘는 인호의 바람을 취하였던 바, 강제 배분은 할 수 없었습니다(檢會先朝初散靑苗錢, 本爲利民,  故當時指揮, 並取人戶情願, 不得抑配)"라고 하였다. 소식(蘇軾), 왕암수(王岩叟), 주광정(朱光庭), 왕적(王覿) 등이 청묘전 배급 중단을 요청하였고, 8월 6일 청묘법은 완전히 철폐되었다.

## 목적
청묘법은 희녕변법(熙寧變法)의 중요한 요소로, 주요 목적은 빈민 구제, 토지 겸병 억제, 국가 제정 수입 증대였다.
- 왕안석은 "비축을 늘리고 물가를 안정시켜 농민이 때에 따라 일을 하게 하고 겸병은 불가하게 하고자 한다(以廣蓄積, 平物價, 使農人有以赴時趨事, 而兼井不能乘其急飛)고 생각하여[9] 국가가 차관을 농민에게 제공함으로써 유력가들이 보릿고개에 농민에게 고리대를 빌려주어 이자를 취하고 토지를 겸병하는 것을 방지하고자 하였다.[10]
- 청묘법의 이자 취득으로 국가 재정을 늘리는 것 역시 왕안석이 실시한 정책 목적 중 하나이다. 비록 왕안석은 "모두 백성을 이ㅜ한 것이며 공가는 이익을 취할 길이 없기에 선왕이 혜택을 제공하고 이익을 일으켜 흉년에 보조하는 것으로 삼으려는 뜻으로 삼았던 것이다(凡此皆以爲民, 而公家無所利其入, 是以先王散惠興利以爲耕斂補助之意也)"라고 하였다.[9] 그러나 청묘법 실행 초기 "이자는 2부(取息二分)"였다. 왕안석도 "천하의 힘이 있어 천하의 재물이 생기고 천하의 재물을 취하여 천하의 비용으로 조달한다(因天下之力以生天下之財;取天下之財以供天下之費)고 하였다.[11] 이 때문에 청묘법은 확실히 '재물 축적'으로 국가 재정난을 해결하려는 목적이 있었다.[12]

## 실태
왕안석은 청묘법 시행으로 백성을 구하고 나라에 이롭게 하고자 했지만, 시행 실태는 왕안석의 의도와 크게 달랐다.
1. 비록 정부는 청묘전의 이자를 2부로 명문화하였지만 실제로는 "명분은 2부 이자이지만 실제로는 8부 이자였다(蓋名則二分之息, 而實有八分之息)"라고 전한다.[13]
2. 청묘법 시행 과정 중에 '강제 배분(抑配)' 현상이 나타났던 바, 청묘전의 발급이 관리가 직분을 잘 하고 있다는 뜻의 '칭직(稱職)'의 기준 중 하나가 되었고, 동시에 관리의 축재 수단이 되었다. 이로 인해 정부 관원은 배분 형식으로 강제로 청묘전을 분배하였고, 농민들의 원성이 자자하였다.[14]
3. 형세호(形勢戶)와 서리(胥吏)가 자격이 없는데도 청묘전을 받는 것도 문제였다. "형세호를 찾아가 보면 법으로는 지급해서는 안 되지만 이래로 여러 로에서 거짓으로 이름을 올리고 청묘전을 청한 사람들도 많았으니, 돈을 빌려주고 많은 이자를 취하여 빈자들을 곤란하게 하려는 것이었다(訪聞形勢之家, 法不當給, 而邇來諸路詭名冒請者亦眾, 蓋欲復行稱貸, 取過厚之息, 以困貧弱)"고 전한다.[15] 형세호와 서리는 청묘전을 수령하지 못하는 농민들에게 돈을 빌려주어 고액 이자를 취하였다.[16]
4. 청묘전을 빌리는 농민 가운데 유흥으로 탕진하여 갚지 못하고 전택을 팔거나 자식을 파는 경우도 있었다.[14]

## 평가
- 구양수(歐陽脩) : "다만 보건대 궁중에서 돈을 빌려주는 것은 전 100푼(分)에 20푼의 이자가 필요할 뿐입니다. 이 때문에 신고는 비록 번잡하지만 이를 깨우칠 수 없습니다. 신 또한 이것 역시 이익을 취하려는 것이라고 생각합니다. 3부 이자를 취해서는 안되고 2부 이자를 취하게 허하는 것, 이는 맹자(孟子)가 말한 오십보가 백보를 비웃는 것입니다.(但見宮中放債, 每錢一百分要二十分利爾. 是以申告雖煩, 而莫能諭也. 臣亦以謂等是取利. 不許取三分而許取二分, 此孟子所謂以五十步笑百步者.)"[17]
- 한기(韓琦) : "이제 청묘전을 빌려주는 것은, 봄에 10,000을 빌려주고 반년 안에 이자 2,000을 내게 하며, 가을에 다시 10,000을 빌려주고, 연말에 다시 2,000을 이자로 내게 하는 것이니, 이는 10,000전을 빌려주는 것에 원근을 묻지 않는 근거이니 해마다 이자 4,000을 내게 하는 것입니다. … 신의 생각엔 왕망 시기에 관에서 본전 만전을 빌려주고 연말에 만전을 취할 때에 1,000전만을 거두게 하였습니다. 만약 남는 돈이 더 적으면 거두는 이자도 더 적습니다. 오늘날 청묘에서 이자를 취하는 것은 더욱 적습니다. 그러나 왕망 이후 위로는 서한과 동한, 아래로는 당에 이르기까지 돈을 빌리고 이자를 취한다는 법이 있었다고는 들은 바가 없습니다.(今放靑苗錢, 凡春貸十千, 半年之內使令納利二千, 秋再放十千, 至年終又令納利二千, 則是貸萬錢不問遠近之地, 歲令出息四千也. … 臣謂王莽時官貸本萬錢, 歲終贏得萬錢, 只令納一千. 若所贏錢更少, 則納息更薄. 比今於靑苗取利, 尤爲寬少. 而王莽之後, 上自兩漢, 下及有唐, 更不聞有貸錢取利之法.)"[18]
- 한유(韓維) : "근래에 기내(畿內) 모든 현에서 청묘전을 강제 배분하는 것이 매우 급하며 왕왕 때려서 전부다 거둔다고 하며, 심지어 (옷감을 짜는데 필요한 누에를 먹일) 뽕나무를 땔감으로 하여 돈으로 바꾸는 자도 있다고 합니다. 가뭄이 심한데 이러한 고난까지 겹쳤습니다.(近日畿內諸縣, 督索靑苗錢甚急, 往往鞭撻取足, 至伐桑爲薪以易錢貨者. 旱災之際, 重罹此苦.)"
- 위태(魏泰) : "제 생각에, 백성들이 보릿고개일 때에는 매우 궁박합니다. 돈을 겸병 가문에서 빌려오면 반드시 이자는 원금의 몇 배나 됩니다. 관은 이에 갑(甲)을 결성하여 돈을 청하면 매 1,000문마다 2부의 이자가 있으니, 이 역시 빈민을 구제하고 겸병을 억제하는 도입니다.(以謂百姓當五穀靑黃未接之時, 勢多窘迫. 貸錢於兼並之家, 必有倍蓰之息. 官於是結甲請錢, 每千有二分之息, 是亦濟貧民而抑兼並之道.)"[19]
- 진순유(陳舜俞) : "곧 우리 백성들이 청묘전을 일단 취하면 죽을 때까지 그리고 대대로 1년에 보통 두 번의 이자를 내야 하며, 끝날 길이 없습니다.(則是使吾民一取靑苗錢, 終身以及世世, 一歲常兩輸息錢, 無有窮已.)"[20]
- 구준(丘濬) : "의로써 이익을 삼는 것을 숭상하는데 이익만을 도모하여 해를 입힌 것 아닌가?(尙其以義爲利, 而毋專利以殆害哉.)"
- 왕암수(王岩叟) : "논자들이 말하길, (청묘전 배분은) 겸병을 억제하고자 하려는 것이었는데, 겸병은 억제할 수 있었던 적은 없었다. 하루동안 기한이 다가오고 독촉이 심하면 부자와 대가문에게 다시 또 요청하여 이자를 늘려 취할 수 밖에 없다. 이름은 겸병 억제이지만 오히려 겸병을 돕는 꼴이다.(說者曰, (散靑苗)所以抑兼並, 曾兼並未必能抑也. 一日期限之逼, 督責之嚴, 則不免復哀求於富家大族, 增息而取之. 名爲抑兼並, 乃所以助兼並也.)"[21]
- 채상상(蔡上翔) : "누군가 '청묘법은 좋은 것인가?'라고 묻는다면, '나쁘다고 할 수는 없다'라고 답한다. 그러면 '시행하여도 좋은가?'라고 묻는다면, '시행할 필요는 없다'라고 답한다. '좋아도 시행할 수 없는 것인가?'라고 한다면 '공은 청묘법의 시행을 은현의 관직에 있었을 때에 처음 보았다. 곡식을 빌려주고 이자를 내면 새것과 헌 것을 서로 바꾸게 하여 백성들이 편해 질 것이다. 이후 희녕연간 집정한 것은 당연히 행함에 의심이 없었기 때문이다. 그 법은 오히려 이전 해에 령으로 한 법이며, 그 마음은 이전 해에 백성의 마음을 이롭게 한 것이다. 어찌 임금을 이익으로 이끌어 제 한 몸의 사사로움에 이롭게 하려는 것인가! … 청묘법을 시행하게 하는 것이 이익은 있고 해는 없다한다면 이자 2부를 취하는 것만으로도 무엇이 불가한가? 그러나 반드시 시행할 수 없는 것이 있는 것은, 한 현은 작지만 천하는 크기 때문이다. 천하가 큰 것으로 시행한다면, 분명 강제 배분의 걱정과 적체의 근심이 발생한다.(或曰, 靑苗法善乎? 曰, 未可以爲不善也. 然則可行乎? 曰, 不必其可行也. 善而不可行何哉? 曰, 公靑苗法之行, 始見於官鄞縣時. 貸穀出息, 俾新陳相易, 而其民便之. 其後熙寧當國, 所以當然行之不疑者. 其法猶是昔年爲令之法也, 其心則猶是昔年欲利其民之心也. 豈其至是導君於利, 並有利於一己之私哉! … 使靑苗法行, 誠爲有利而無害, 則第取二分之息何不可也. 然而有必不可行者, 以一縣小而天下大也. 以天下之大行之, 則必有抑配之患與積壓之患.)"[22]
- 소철(蘇轍) : "돈을 백성에게 빌려주어 이자 2부를 내게 하는 것은 원래는 이익을 내려는 것이 아니다. 그러나 출납의 시기에 아전들이 간악한 짓을 하여 법이 있어도 금할 수 없다. 돈이 백성의 손에 있어도 비록 양민이라 해도 비용을 나쁘게 사용할 수 밖에 없다. 돈을 거둬들일 때에는 부민이라 하여도 기한을 어길 수 밖에 없다. 이러면 주현은 번잡함을 견디지 못할 것이다.(以錢貸民, 使出息二分, 本非爲利. 然出納之際, 吏緣爲奸, 雖有法不能禁. 錢人民手, 雖良民不免非理費用. 及其納錢, 雖富民不免違限. 如此, 則州縣不勝煩矣.)"[23]

## 같이 보기
- 왕안석

## 참고문헌
- 『속자치통감장편기사본말(續資治通鑑長編紀事本末)』 卷68 「청묘법상(靑苗法上)」
- 한기(韓琦), 「우론파청묘법(又論罷靑苗法)」, 『전송문(全宋文)』 卷847.